# Estornell garser
L'estornell garser
(Speculipastor bicolor) és una espècie d'ocell de la família dels estúrnids (Sturnidae). És l'únic membre del gènere monofílètic Speculipastor Es troba a Etiòpia, Kenya, Somàlia, Sudan, Tanzània i Uganda. Habita les sabanes i els matollars secs. El seu estat de conservació es considera de risc mínim.